# Ségalin
Le ségalin N, est un cépage de cuve noir récent (1957), création de l'INRA. 

## Origine
Le ségalin est né du métissage intraspécifique du jurançon noir N et du portugais bleu N réalisé en 1957. Après de nombreuses années de vinification destinées à l'évaluer, il a été homologué en 1976.

## Caractères ampélographiques
Le jeune rameau est cotonneux avec des jeunes feuilles vertes.
Les feuilles adultes sont orbiculaires, vert foncé à 3 ou 5 lobes, un sinus pétiolaire en U, ferme ou à bords légèrement recouvrant, à dents courtes et rectilignes.
Les grappes sont moyennes et les baies très petites et arrondies.

## Aptitudes

### Culturales
En climat méditerranéen, il se montre peu vigoureux. Il est plus a son aise sous un climat plus tempéré. Il peut être conduit en taille longe modérée et palissé. 

### Sensibilité
Il craint le dessèchement de la rafle et la carence en magnésie, surtout sur porte-greffe SO4. En revanche, il résiste plutôt bien à la pourriture grise.

### Technologique
Il donne des vins colorés, charpentés et tanniques, corsé et aromatique. 

## Sources